# Donna Pescow
Donna Pescow est une actrice et réalisatrice américaine née le 24 mars 1954 à Brooklyn, New York (États-Unis).

## Filmographie

### comme actrice
- 1963 : Hôpital central (General Hospital) (série télévisée) : Gertrude Morgan (1999-2001)
- 1968 : On ne vit qu'une fois (One Life to Live) (série télévisée) : Celena Arquette (1977)
- 1970 : La Force du destin (All My Children) (série télévisée) : Dr. Lynn Carson (1983)
- 1977 : La Fièvre du samedi soir (Saturday Night Fever) : Annette
- 1978 : Human Feelings (TV) : Gloria Prentice
- 1978 : Rainbow (TV) : Jinnie Gumm
- 1979-1980 : Angie (en) (série télévisée, 36 épisodes) : Angie Falco Benson
- 1981 : Hymne à l'amour (Advice to the Lovelorn) (TV) : Janice Vernon
- 1982 : The Day the Bubble Burst (TV) : Gloria Block
- 1983 : Officier et top-model (Policewoman Centerfold) de Reza Badiyi (téléfilm) : Sissy Owens
- 1985 : Obsessed with a Married Woman (TV) : Susan
- 1986 : Jake Speed : Wendy
- 1979-1986 : La croisière s'amuse (série télévisée, 5 épisodes) : Gwen Winters / Irene / Connie Pierce / Sally Thorner / Joyce Anderson
- 1987 : Glory Years (TV) : Norma
- 1987 : Loin de ce monde (Out of This World) (série télévisée) : Donna Garland
- 1996 : Nash Bridges - 1 épisode : elle-même
- 1998 : Ivory Tower : Bonnie Benitez
- 1998 : Sale temps pour les maris (Dead Husbands) (TV) : Rosemary Monroe
- 2000 : Partners (TV) : la femme de Bob
- 2003 : Drôles de vacances (The Even Stevens Movie) (TV) : Eileen Stevens
- 2006 : One Sung Hero : Karen
- 2012 : Opération cupcake (TV) : Sheila
- 2012 : Body of Proof (Cold Blooded) (TV) : Maria Sanella
- 2012 : Child of the '70s (série) : Anna Perdente
- 2013 : Holiday Road Trip (TV) : Margaret
- 2017 : New Girl (série) (Saison 6, épisode 21) : Priscilla
- 2017 : Flash (série) (Saison 4, épisode 2) : Dr. Sharon Finkel

### comme réalisatrice
- 1993 : Harry et les Henderson (Harry and the Hendersons) (série télévisée, 1 épisode)
- 2001-2002 : La Guerre des Stevens (Even Stevens) (série télévisée, 3 épisodes)
- 2004 : Phénomène Raven (That's So Raven) (série télévisée, 1 épisode)